# Teghut, Lori
Teghut là một đô thị thuộc tỉnh Lori, Armenia. Dân số ước tính năm 2011 là 769 người.